# Penalva do Castelo
Penalva do Castelo is een plaats en gemeente in het Portugese district Viseu.
De gemeente heeft een totale oppervlakte van 134 km² en telde 9019 inwoners in 2001.

## Plaatsen in de gemeente
- Antas
- Castelo de Penalva
- Esmolfe
- Germil
- Ínsua
- Lusinde
- Mareco
- Matela
- Pindo
- Real
- Sezures
- Trancozelos
- Vila Cova do Covelo